# Khūngāh
Khūngāh (persiska: خونگاه, خونِگان, خونگان, خونِگاه) är en ort i Iran.   Den ligger i provinsen Kohgiluyeh och Buyer Ahmad, i den centrala delen av landet, 500 km söder om huvudstaden Teheran. Khūngāh ligger 2 095 meter över havet och antalet invånare är 387.
Terrängen runt Khūngāh är kuperad åt sydväst, men åt nordost är den bergig.Runt Khūngāh är det ganska tätbefolkat, med 75 invånare per kvadratkilometer. Närmaste större samhälle är Pātāveh, 9,7 km söder om Khūngāh. Omgivningarna runt Khūngāh är i huvudsak ett öppet busklandskap.